# Hassan et Kaddour
Hassan et Kaddour ist ein von Jacques Laudy im humoristischen Stil gezeichneter frankobelgischer Comic.

## Handlung
Der junge Hassan und sein immer hungrige Begleiter Kaddour schlagen sich im Bagdad zur Zeit von Tausendundeiner Nacht mehr schlecht als recht durchs Leben. Als sie durch den Zauberer Bouzraël die Möglichkeit erhalten, durch die Zeit zu reisen, verschlägt es sie nach Ägypten, wo Bonaparte gerade seine Ägyptenfeldzug unternimmt, in die Zeit der spanischen Konquistadoren und in die britische Kolonie Bengalen.

## Hintergrund
Jacques Van Melkebeke schrieb die Fantasyreihe. Für die Zeichnungen war Jacques Laudy verantwortlich. Die Idee für die letzte Geschichte stammte von Yves Duval. Die Serie erschien zwischen 1948 und 1962 in der belgischen und französischen Ausgabe von Tintin. Eine Episode erschien in Petits Belges/Tremplin. Die Albenausgabe begann 1975 bei RTP und wurde 1980 durch Bédéscope weitergeführt.

## Geschichten
| Nr. | Titel                                   |
| --- | --------------------------------------- |
| 1   | Le Voleur de Bagdad (1948/49)           |
| 2   | Le Miroir enchanté (1949/50)            |
| 3   | Les Mameluks de Bonaparte (1950/51)     |
| 4   | Les Émeraudes du conquistador (1951/52) |
| 5   | Le Vœu magique (1960/61)                |
| 6   | Chasseurs de chimères (1960/61)         |
| 7   | La Mission du major Redstone (1962)     |